# Gudihal, Manvi
Gudihal là một làng thuộc tehsil Manvi, huyện Raichur, bang Karnataka, Ấn Độ.